# Stadtkreis (DDR)
Die Bezeichnung Stadtkreis stand in der DDR für die Stadt als Verwaltungs- und Gebietseinheit des Staates.
Stadtkreise wurden durch eine gewählte Stadtverordnetenversammlung geleitet. Als vollziehendes Organ stand ihr der Rat der Stadt zur Seite. Im Ortslexikon der DDR von 1986 sind jeder Bezirkshauptstadt und in einigen Bezirken auch einigen größeren Städten ein Stadtkreis zugeordnet. Da die Kreise in der DDR mit Ausnahme des Kreises Rügen und des Saalkreises nach der jeweiligen Kreisstadt benannt waren, unterschieden sich die Stadtkreise von diesen durch den Namenszusatz „-Stadt“ im Gegensatz zu „-Land“ (Beispiel: Kreis Greifswald-Land, Kreis Greifswald-Stadt).
Einen Sonderfall stellte Ost-Berlin dar, das ab dem 7. September 1961 in seiner Gesamtheit die Stellung eines Bezirks hatte. Die einzelnen Stadtbezirke von Ost-Berlin hatten wiederum die Stellung jeweils eines Stadtkreises.
Nach den Bestimmungen des „Gesetzes über die Selbstverwaltung der Gemeinden und Landkreise in der DDR (Kommunalverfassung)“ vom 17. Mai 1990 wurden nicht kreisangehörige Gemeinden nicht mehr als „Stadtkreise“, sondern als „kreisfreie Städte“ bezeichnet.